# Hans Joachim Wiehler
Hans Joachim Wiehler (1930 - 2003) fue un botánico de origen prusiano, estadounidense, especializado en la familia Gesneriaceae.

## Biografía
En 1954 recibe el grado de bachiller en Artes del Goshen College, de Goshen, Indiana, y el de Bachiller de Divinidad del "Goshen Biblical Seminary" en 1956.
Se casa en 1958, permaneciendo en EE. UU. por el resto de su vida. Obtiene la maestría en botánica de la Cornell University y en 1979 un doctorado en botánica de la Universidad de Miami. Wiehler perteneció al equipo de los Jardines Botánicos Marie Selby, de 1973 a 1982, cuando deja Selby para fundar el Gesneriad Research Foundation en Sarasota, Florida.
Wiehler tendió a ser un subdividor taxonómico, y muchos de sus rearreglos fueron aceptados: segregó Gasteranthus de Besleria, de Alsobia, Chrysothemis, Nautilocalyx, y de Paradrymonia a partir de Episcia, y Moussonia de Kohleria, aprobando todos los tests de recientes filogenias moleculares. Aunque, muchos especialistas gesneriados no aceptan sus segregaciones de Bucinellina, Dalbergaria, Pentadenia, y de Trichantha a partir de Columnea, y su nuevo género Parakohleria ha sido sinonimizado bajo Pearcea. Y no ha sido ampliamente aceptado: Gloxinia sensu Wiehler es un ensamble polifítico, recientemente desammblado, y otros botánicos no aceptan su sinonimia de Rhytidophyllum y de Pheidonocarpa bajo Gesneria.
Nombró el notogenus ×Koellikohleria Wiehler (familia Gesneriaceae) en Baileya, 16: 30 (1968).

## Honores

### Eponimia
- (Gesneriaceae) Nematanthus wiehleri Chautems & M.Peixoto[3]
- La abreviatura «Wiehler» se emplea para indicar a Hans Joachim Wiehler como autoridad en la descripción y clasificación científica de los vegetales.[4]